# Thể thao điện tử tại Đại hội Thể thao Đông Nam Á 2023
Thể thao điện tử tại Đại hội Thể thao Đông Nam Á 2023 được tổ chức tại Trung tâm thương mại Nagaworld 2 và Olympia ở Phnôm Pênh, Campuchia từ ngày 6 tháng 5 đến ngày 15 tháng 5 năm 2023.
Chín nội dung tranh huy chương trong thể thao điện tử, bao gồm năm nội dung và chín sự kiện trao huy chương. Các quốc gia tham gia, chỉ có thể tham gia bảy trong số chín sự kiện. Chủ nhà Campuchia có thể tham gia cả 9 nội dung.

## Lịch thi đấu
| LKM | Lễ khai mạc | VB / VL | Vòng bảng / Vòng loại | BK | Bán kết | CK | Chung kết | LBM | Lễ bế mạc |

| Nội dung↓/Ngày →                                                | Nội dung↓/Ngày →                                                | T5 4 | T6 5 | T7 6 | CN 7 | T2 8 | T3 9 | T4 10 | T5 11 | T6 12 | T7 13 | CN 14 | T2 15 | T3 16 | T4 17 |
| --------------------------------------------------------------- | --------------------------------------------------------------- | ---- | ---- | ---- | ---- | ---- | ---- | ----- | ----- | ----- | ----- | ----- | ----- | ----- | ----- |
| Attack Online 2                                                 | Cá nhân                                                         | VB   |      | CK   |      |      |      |       |       |       |       |       |       |       |       |
| Attack Online 2                                                 | Đồng đội                                                        |      |      | VB   | CK   |      |      |       |       |       |       |       |       |       |       |
| Đột Kích (Cross Fire)                                           |                                                                 |      |      |      |      |      |      |       |       |       |       |       |       |       |       |
| Liên Minh Huyền Thoại: Tốc Chiến (League of Legends: Wild Rift) | Liên Minh Huyền Thoại: Tốc Chiến (League of Legends: Wild Rift) |      |      | BK   | CK   |      |      |       |       |       |       |       |       |       |       |
| Mobile Legends: Bang Bang                                       | Đồng đội nam                                                    |      |      |      |      |      |      |       |       |       |       |       |       |       |       |
| Mobile Legends: Bang Bang                                       | Đồng đội nữ                                                     |      |      |      |      |      |      |       |       |       |       |       |       |       |       |
| PUBG Mobile                                                     | Cá nhân                                                         |      |      |      |      |      |      |       |       |       |       |       |       |       |       |
| PUBG Mobile                                                     | Đồng đội                                                        |      |      |      |      |      |      |       |       |       |       |       |       |       |       |
| Valorant                                                        |                                                                 |      |      |      |      |      |      |       |       |       |       |       |       |       |       |
| Lễ khai mạc/Bế mạc                                              |                                                                 |      | LKM  |      |      |      |      |       |       |       |       |       |       |       | LBM   |

## Bảng huy chương
| Hạng               | Đoàn               | Vàng | Bạc | Đồng | Tổng số |
| ------------------ | ------------------ | ---- | --- | ---- | ------- |
| 1                  | Indonesia          | 3    | 2   | 0    | 5       |
| 2                  | Campuchia          | 3    | 1   | 1    | 5       |
| 3                  | Philippines        | 2    | 1   | 3    | 6       |
| 4                  | Việt Nam           | 1    | 2   | 4    | 7       |
| 5                  | Singapore          | 1    | 0   | 1    | 2       |
| 6                  | Malaysia           | 0    | 2   | 2    | 4       |
| 7                  | Thái Lan           | 0    | 0   | 2    | 2       |
| 8                  | Lào                | 0    | 0   | 1    | 1       |
| 8                  | Myanmar            | 0    | 0   | 1    | 1       |
| Tổng số (9 đơn vị) | Tổng số (9 đơn vị) | 10   | 8   | 15   | 33      |

## Bảng tổng sắp huy chương

### Môn thi đấu trên máy tính
| Nội dung                   | Vàng | Bạc | Đồng |
| -------------------------- | --- | --- | --- |
| Attack Online 2 (Cá nhân)  | Sao Rithchesda · Campuchia | Sron Chanthoeun · Campuchia | Nattapon Nakpinpart · Thái Lan |
| Attack Online 2 (Đồng đội) | Campuchia · Tea Sophanal · Bol Visal · Sao Rithchesda · Sron Chanthoeun · Ouk Sotha · Mao Straboth · Chea Sokpich                                 | Malaysia · Hariq Izzat Amirul · Iqbal Harun · Reydza Pyar Dasha · Shah Rullah Muadzah · Fazrul Izwan · Syahmi Aiman                        | Thái Lan · Puwanat Sangdang · Akharapol Sriwiset · Nattapon Nakpinpart · Natthaphong Chueachai · Jeerasak Sengraka\|                                                         |
| Crossfire                  | Việt Nam · Bùi Đình Văn · Lương Đức Tuấn · Huỳnh Quốc Khánh · Mai Thanh Phong · Lê Văn Sơn · Đàm Việt Hưng                                        | Indonesia · Jason Adrian · Kautsar Faruqurrohman Ekatama · Muhammad Adrian Setiawan · Riddho Putra Muharam · Samuel Santosa · Ivan Supardi | Philippines · Aldrin Paul Lopez Borabon · Christian Amores · John Kenneth Camiling Alde · Justine Reige Grey Perez · Matthew Vasquez Arnaez · Arthur Gabrielle Caimoy Tecson |
| Crossfire                  | Việt Nam · Bùi Đình Văn · Lương Đức Tuấn · Huỳnh Quốc Khánh · Mai Thanh Phong · Lê Văn Sơn · Đàm Việt Hưng                                        | Indonesia · Jason Adrian · Kautsar Faruqurrohman Ekatama · Muhammad Adrian Setiawan · Riddho Putra Muharam · Samuel Santosa · Ivan Supardi | Lào · Theppysa Chitthatalat · Anousone Kodxai · Saravouth Kommadam · Vongphachan Phoummeethone · Silisinh Siliphone · Kingkeo Thavixay                                       |
| Valorant                   | Singapore · Yeoh Chun Ting · Ingram Tan Ying Xuan · Marcus Tan · Rodman Yap · Tidus Goh · Aryton Bryan Soh                                        | không được trao huy chương | Philippines · Nathaniel Cabero · Bhreyanne Christ Reyes · Jose Eduardo Jamir · Xavier Juan · Mark Anthony Tuling · George Audrey Lachica                                     |
| Valorant                   | Indonesia · Delbert Tanoto · Sheldon Andersen Chandra · Kevin Gunawan · Oliver Budi Wangge · Nanda Rizana · Bryan Carlos Setiawan · Willy Ivandra | không được trao huy chương | Việt Nam · Nguyễn Nhất Thống · Phạm Huỳnh Toàn Quốc · Nguyễn Văn Tiến · Nguyễn Trung Tín · Ngô Công Anh · Hoàng Trung Đức · Nguyễn Nam                                       |

### Môn thi đấu trên điện thoại
| Nội dung                                 | Vàng | Bạc | Đồng |
| ---------------------------------------- | --- | --- | --- |
| Liên Minh Huyền Thoại: Tốc Chiến         | Philippines · Chammy Nazarrea · Justine Tan · Aaron Bingay · Golden Dajao · Reniel Angara · Gerald Gelacio                                      | Việt Nam · Trần Hồng Phúc · Bùi Minh Mạnh · Hoàng Tiến Nhật · Hồ Trung Hậu · Trần Gia Huy · Nguyễn Trung Đức · Đặng Nhật Tân | Singapore · Jing Kai Wong · Kenneth Goh Kai Yang · Tan Yee Khai · Wee Kiat Chua · Yew Ming Alex Tan · Wyi Shawn Lim                                                                   |
| PUBG Mobile (Cá nhân)                    | Tra Chhany · Campuchia | Alan Raynold Kumaseh · Indonesia                                                                                             | Nguyễn Đình Chiến · Việt Nam |
| PUBG Mobile (Cá nhân)                    | Tra Chhany · Campuchia | Alan Raynold Kumaseh · Indonesia                                                                                             | Abdul Barode · Philippines |
| PUBG Mobile (Đồng đội)                   | Indonesia · Tengku M. Septiadi Ardiansyah · Fazriel Haikal Aditya · Muhammad Afriza · Teuku Muhammad Kausar · Alan Raynold Kumaseh              | Việt Nam · Đinh Dương Thành · Mạc Anh Hào · Vũ Hoàng Hưng · Ngô Đình Quang Anh · Phan Văn Đông                               | Việt Nam · Bùi Xuân Trường · Nguyễn Quốc Cường · Lê Văn Quang · Hoàng Vĩ Quang · Nguyễn Đình Chiến                                                                                    |
| PUBG Mobile (Đồng đội)                   | Indonesia · Tengku M. Septiadi Ardiansyah · Fazriel Haikal Aditya · Muhammad Afriza · Teuku Muhammad Kausar · Alan Raynold Kumaseh              | Việt Nam · Đinh Dương Thành · Mạc Anh Hào · Vũ Hoàng Hưng · Ngô Đình Quang Anh · Phan Văn Đông                               | Malaysia · Mohd Irzam Aman Zaini · Mohd Nabil Nazaruddin · Muhd Daim Rosli · Muhd Dhiya Ulhaq Arasz · Nadzrul Abdul Sagal                                                             |
| Mobile Legends: Bang Bang (Đồng đội nam) | Philippines · David Canon · Michael Sayson · Angelo Arcangel · Marco Requitiano · Rowgien Unigo · Nowee Macasa ·                                | Malaysia · Idreen Abdul Jamal · Zul Hisham Noor · Irwandy Lim · Arif Abdul Halim · Danial Fuad · Nazhan Nor · Syafizan Najmi | Myanmar · Kyaw Zin Bo · Min Ko Ko · Pay Hein Ko · Pyae Sone Khant · Swan Htet Aung · Ye Naung Oo · Zayawin Paing                                                                      |
| Mobile Legends: Bang Bang (Đồng đội nam) | Philippines · David Canon · Michael Sayson · Angelo Arcangel · Marco Requitiano · Rowgien Unigo · Nowee Macasa ·                                | Malaysia · Idreen Abdul Jamal · Zul Hisham Noor · Irwandy Lim · Arif Abdul Halim · Danial Fuad · Nazhan Nor · Syafizan Najmi | Campuchia · Cheang Piseth · Khoun Amey · Kosal Piseth · Nhem Chandavan · Pich Sopheak · Sok Roth · Ty Oudom                                                                           |
| Mobile Legends: Bang Bang (Đồng đội nữ)  | Indonesia · Cindy Laurent Siswanto · Isnaini Nurfajri Machdita · Michelle Denise Siswanto · Venny Lim · Viorelle Valencia Chen · Vivi Indrawaty | Philippines · Kaye Alpuerto · Rica Amores · Alexandria Dardo · Gwyneth Diagon · Sheen Perez · Mery Vivero                    | Malaysia · Anatasha Norman · Hanis Wahidah Dashuki · Nur Afrina Syuhada Shaltut · Nurul Effa Fauzana Fauzi · Sharifah Alia Husna · Vanessa Natasha Abdullah · Wan Nur Adibah Humairah |
| Mobile Legends: Bang Bang (Đồng đội nữ)  | Indonesia · Cindy Laurent Siswanto · Isnaini Nurfajri Machdita · Michelle Denise Siswanto · Venny Lim · Viorelle Valencia Chen · Vivi Indrawaty | Philippines · Kaye Alpuerto · Rica Amores · Alexandria Dardo · Gwyneth Diagon · Sheen Perez · Mery Vivero                    | Việt Nam · Lê Ngọc Tâm Nhi · Lương Khánh Hoà · Nguyễn Thảo My · Nông Thị Ngọc Ánh · Phạm Thu Hằng · Phan Thị Bích Ngọc · Vũ Huyền Anh                                                 |